# Metropolregion Salt Lake City
Die Metropolregion Salt Lake City (engl.: Salt Lake City metropolitan area) ist eine Metropolregion im US-Bundesstaat Utah um die Stadt Salt Lake City. Sie stellt eine durch das Office of Management and Budget definierte Metropolitan Statistical Area (MSA) dar und wird von der Behörde als Salt Lake City, Utah Metropolitan Statistical Area bezeichnet. Sie umfasst die beiden Countys Salt Lake und Tooele. Das Hauptzentrum des Verdichtungsgebietes ist Salt Lake City mit seinen zahlreichen Vorstädten wie Murray, Sandy, Tooele, Riverton, Taylorsville oder South Jordan.
Die Metropolregion ist Teil der Salt Lake City-Provo-Ogden, UT Combined Statistical Area, zu der auch die Metropolregion Ogden-Clearfield, die Metropolregion Provo-Orem und die Mikropolregion Heber City, Utah gehören. In der kombinierten Region leben 2,8 Millionen Menschen und damit knapp 80 Prozent der Bevölkerung von Utah.
Zum Zeitpunkt der Volkszählung von 2020 hatte das Gebiet 1.257.936 Einwohner. Bei der Volkszählung von 1990 hatte die Einwohnerzahl noch bei 752.557 gelegen.